# Motoyama
Motoyama (本山町?) è una cittadina giapponese della prefettura di Kōchi.